# (4129) Richelen
(4129) Richelen ist ein Hauptgürtelasteroid, der am 22. Februar 1988 von Robert H. McNaught vom Siding-Spring-Observatorium aus entdeckt wurde.
Der Asteroid wurde nach Richard A. Keen und Helen C. Duran, zwei Freunden des Entdeckers, anlässlich deren Hochzeit benannt.